# Tihomir
Tihomir – wielki żupan Raszki w latach 1168–1170

## Życiorys
Tihomir był synem Zawidy przedstawiciela bocznej linii dynastii Wukanowiczów. Swoje wyniesienie na tron wielkożupański zawdzięczał cesarzowi bizantyńskiemu Manuelowi I, któremu w okresie walk z Węgrami dotychczasowy żupan Desa najwyraźniej sprawiał jakieś kłopoty. Zrzucenie z tronu Desy i osadzenie na nim Tihomira nastąpiło około 1168 roku. Pragnąc osłabić siłę stale buntujących się żupanów Manuel I wyznaczył jednocześnie dzielnice trzem młodszym braciom Tihomira. Stefanowi przydzielił wschodnie krańce Raszki: Toplicę, Ibar, Rasinę i Rekę, do których dodał później położoną koło Leskovca Dubočicę. Stracimir otrzymał ziemie nad Zachodnią Morawą z ośrodkiem w Gradcu, a Mirosław Zahumle. Stracimir ufundował potem w Gradcu monaster świętej Bogurodzicy, a Mirosław monaster w Bjelom Polju nad Limem.
Około 1170 roku Nemania podniósł bunt przeciwko Tihomirowi panującemu dzięki cesarskiej łasce. Wspólnie z braćmi pokonał go w bitwie koło Pantina na Kosowym Polu. Tihomir zginął podczas ucieczki, prawdopodobnie w rzece Sitnicy. Po jego śmierci tron wielkożupański objął Sefan Nemania, a dwaj jego młodsi bracia otrzymali w zarząd jeszcze rozleglejsze dzielnice.